# Hilarigona polita
Hilarigona polita är en tvåvingeart som beskrevs av Collin 1933. Hilarigona polita ingår i släktet Hilarigona och familjen dansflugor. Inga underarter finns listade i Catalogue of Life.